# بيتر هويل
بيتر هويل (بالإنجليزية: Peter Howell)‏ هو مؤرخ بريطاني، ولد في 29 يوليو 1941.